# Gorka Iturraspe
Gorka Iturraspe Derteano (Abadiano, Vizcaya, 3 de mayo de 1994), conocido deportivamente como Gorka Iturraspe, es un futbolista español que ocupa la demarcación de centrocampista en el Club de Fútbol Badalona Futur.
Es hermano del exfutbolista internacional Ander Iturraspe.

## Trayectoria
Gorka llegó a la cantera del Athletic Club con apenas diez años, en 2004. En febrero de 2013 debutó con el Club Deportivo Basconia, donde permaneció durante algo más de un año. De cara a la temporada 2014-15 dio el salto al Bilbao Athletic. A pesar de no contar con demasiadas oportunidades durante la campaña, logró tres goles en el último mes de competición que contribuyeron al ascenso a Segunda División. Su primer gol llegó en la última jornada ante la SD Huesca que estuvo a punto de dar el liderato del grupo al filial rojiblanco, aunque un tanto local en los últimos minutos lo impidió. Ya en play-offs, firmó el gol que dio el pase ante el Villanovense en San Mamés en el minuto 85. También, dos semanas después, dio la clasificación al filial con otro tanto en los minutos finales ante el UCAM Murcia. Continuó dos temporadas más en el filial sin llegar a asentarse como titular debido, en parte, a las lesiones.
En 2017 fichó por la SD Amorebieta, donde se consolidó como un futbolista importante en el centro del campo. Incluso, en su segunda campaña, se destapó como goleador al anotar cinco tantos. 
En julio de 2019 firmó por el CD Atlético Baleares. Durante la campaña 2019-20 en la entidad balear, Gorka disputó 23 partidos en los que anotó cuatro goles y repartió cuatro pases de gol entre Liga y Copa del Rey.
En agosto de 2020 firmó por el Rayo Majadahonda de la Segunda B. Dos años después regresó a la SD Amorebieta, que acababa de descender a Primera Federación, con la que logró un nuevo ascenso de categoría. Tras dicho ascenso, abandonó el club azul.En verano de 2023 firmó por el Recreativo de Huelva, donde no pudo hacerse con la titularidad.En agosto de 2024 se incorporó al Badalona Futur de Segunda Federación.

## Clubes
| Club                            | País   | Año         |
| ------------------------------- | ------ | ----------- |
| C. D. Basconia                  | España | 2013 - 2014 |
| Bilbao Athletic                 | España | 2014 - 2017 |
| S. D. Amorebieta                | España | 2017 - 2019 |
| Atlético Baleares               | España | 2019 - 2020 |
| Club de Fútbol Rayo Majadahonda | España | 2020 - 2022 |
| S. D. Amorebieta                | España | 2022 - 2023 |
| Recreativo de Huelva            | España | 2023 - 2024 |
| Badalona Futur                  | España | 2024 - Act. |